# Incanto di mezzanotte
Incanto di mezzanotte è un film del 1940 diretto da Mario Baffico.

## Trama
Una casa cinematografica ottiene il permesso di girare alcune scene in un castello di proprietà di un nobile decaduto. La trama rievoca una storia d'amore dei suoi avi. Avi che, separati in vita dalla gelosia dell'uomo, si ritrovano come fantasmi ogni notte tra le stanze del castello accusandosi a vicenda: lui, accecato dalla gelosia, di tradimento, e lei, professando la sua innocenza, accusa l'uomo che, con la sua gelosia ingiustificata, li ha portati alla separazione durante la vita terrena e a continue discussioni da fantasmi. A seguito però della enorme confusione provocata nel castello dalle riprese e dalla troupe cinematografica, i due spettri rintracciano un documento che dimostra in maniera inconfutabile l'innocenza della donna. Mentre attori e tecnici, all'apparizione dei fantasmi, fuggno spaventati a morte, i due, riconciliatisi, vanno via insieme finalmente in pace.

## Produzione
Prodotto dalla Diana Film è stato realizzato negli stabilimenti Titanus ottenendo il visto censura n. 31030 del 28 giugno 1940.

## Critica
(Adolfo Franci)